# Hershey-Chase-experimentet

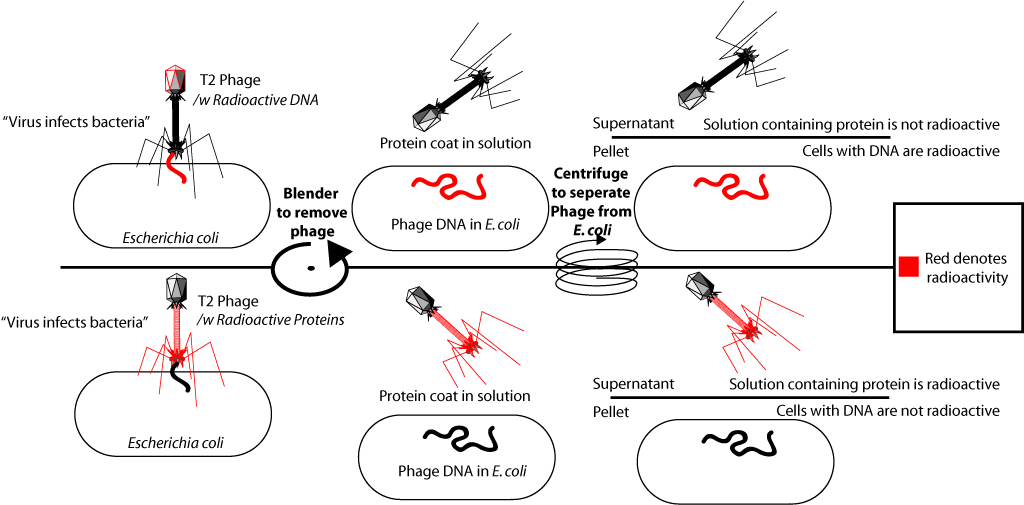
Översikt över experimentet

Hershey-Chase experimenet var en serie experiment som genomfördes år 1952 av Alfred Hershey och Martha Chase, som bekräftar att DNA var det genetiska materialet, som först demonstrerades vid Avery-MacLeod-McCarty-experimentet som utfördes 1944. Även om DNA hade varit välkänd för biologer sedan 1869 så trodde de flesta att proteiner bar på den ärftliga informationen.

Strukturell översikt över T2 phage